# 쇼! 오디오자키
《쇼! 오디오자키》는 tvN에서 방송되었던 텔레비전 프로그램이다.

## 방송 개요
tvN 오디오 채널 탄생! 스타 AJ들의 다 보이는 오디오! 편성부터 방송 준비, 쉬는 모습까지! 생생한 그 현장을 듣고 볼 수 있는 신개념 예능 방송이다.

## 방송 시간
| 방송 채널 | 방송 기간                         | 방송 시간  | 비고 |
| tvN       |                                   |            |      |
| --------- | --------------------------------- | ---------- | ---- |
| tvN       | 2019년 3월 17일 ~ 2019년 6월 30일 | 1시간 20분 |      |

## 출연자

### AJ
| AJ         | 방송명                | 기간                              | 회차       |
| ---------- | --------------------- | --------------------------------- | ---------- |
| 박명수     | 박명수의 호락호락 쇼  | 2019년 3월 17일 ~ 2019년 6월 30일 | 1회 ~ 16회 |
| 붐         | BOOM 붐박스           | 2019년 3월 17일 ~ 2019년 6월 30일 | 1회 ~ 16회 |
| 성시경     | 그대곁에 성시경입니다 | 2019년 3월 17일 ~ 2019년 6월 2일  | 1회 ~ 12회 |
| 소유진     | 소유진의 스윗살롱     | 2019년 3월 17일 ~ 2019년 5월 19일 | 1회 ~ 10회 |
| 몬스타엑스 | 몬스타엑스의 몬스타일 | 2019년 3월 17일 ~ 2019년 4월 7일  | 1회 ~ 4회  |

## 방영목록

### 2019년
| 회차 | 방송일   | 촬영지                             | 방송순서 (생방송)                                                                                    | 패널                                                                    |
| ---- | -------- | ---------------------------------- | --- | ----------------------------------------------------------------------- |
| 1회  | 3월 17일 | 강원도 양양군 낙산해수욕장         | 붐박스 소유진의 스윗살롱 그대곁에 성시경입니다 박명수의 호락호락 쇼 몬스타엑스의 몬스타일            | 윤성호, 김인석 알베르토 몬디 벤, 노중훈 영탁, 설하윤, 김태진 -          |
| 2회  | 3월 24일 | 강원도 양양군 낙산해수욕장         | 붐박스 소유진의 스윗살롱 그대곁에 성시경입니다 박명수의 호락호락 쇼 몬스타엑스의 몬스타일            | 윤성호, 김인석 알베르토 몬디 벤, 노중훈 영탁, 설하윤, 김태진 -          |
| 3회  | 3월 31일 | 전라남도 구례군 지리산온천관광단지 | 박명수의 호락호락 쇼 소유진의 스윗살롱 붐박스 그대곁에 성시경입니다 몬스타엑스의 몬스타일            | 영탁, 설하윤, 김수찬, 박슬기 알베르토 몬디 윤성호, 김인석 벤, 노중훈 -  |
| 4회  | 4월 7일  | 전라남도 구례군 지리산온천관광단지 | 박명수의 호락호락 쇼 소유진의 스윗살롱 붐박스 그대곁에 성시경입니다 몬스타엑스의 몬스타일            | 영탁, 설하윤, 김수찬, 박슬기 알베르토 몬디 윤성호, 김인석 벤, 노중훈 -  |
| 5회  | 4월 14일 | 충청남도 아산시 순천향대학교       | 소유진의 스윗살롱 그대곁에 성시경입니다 붐박스 박명수의 호락호락 쇼 AJ 합동방송                      | 심진화 (6회) 솔지, 노중훈 노라조, 설하윤 나상도, 지나유, 김수찬 (6회) - |
| 6회  | 4월 21일 | 충청남도 아산시 순천향대학교       | 소유진의 스윗살롱 그대곁에 성시경입니다 붐박스 박명수의 호락호락 쇼 AJ 합동방송                      | 심진화 (6회) 솔지, 노중훈 노라조, 설하윤 나상도, 지나유, 김수찬 (6회) - |
| 7회  | 4월 28일 | 대구광역시 동성로                  | 성시경&붐의 방랑의 여행가 박명수&소유진의 소소키친 성시경&붐의 팔도로드싱어 박명수&소유진의 트롯남녀 | 솔지, 노중훈 백종원 솔지, 설하윤 나상도, 박성연, 한담희                 |
| 8회  | 5월 5일  | 대구광역시 동성로                  | 성시경&붐의 방랑의 여행가 박명수&소유진의 소소키친 성시경&붐의 팔도로드싱어 박명수&소유진의 트롯남녀 | 솔지, 노중훈 백종원 솔지, 설하윤 나상도, 박성연, 한담희                 |
| 9회  | 5월 12일 | 경상북도 울진군 후포항 왕돌초광장  | 박명수&소유진의 트롯남녀 성시경&붐의 팔도로드싱어 박명수&소유진의 소소키친 성시경&붐의 방랑의 여행가 | 장민호. 정호, 박성연, 한담희 설하윤 -                                   |
| 10회 | 5월 19일 | 경상북도 울진군 후포항 왕돌초광장  | 박명수&소유진의 트롯남녀 성시경&붐의 팔도로드싱어 박명수&소유진의 소소키친 성시경&붐의 방랑의 여행가 | 장민호. 정호, 박성연, 한담희 설하윤 -                                   |
| 11회 | 5월 26일 | 대전 스카이로드                    | 로드싱어                                                                                             | 설하윤                                                                  |
| 12회 | 6월 2일  | 충청북도 청주시 성안길             | 로드싱어                                                                                             | 설하윤                                                                  |
| 13회 | 6월 9일  | 광주광역시 유스퀘어 광장           | 로드싱어                                                                                             | 솔지, 설하윤                                                            |
| 14회 | 6월 16일 | 전라북도 전주시 한옥마을           | 로드싱어                                                                                             | 솔지, 설하윤                                                            |
| 15회 | 6월 23일 | 인천광역시 중구 월미도 광장        | 로드싱어                                                                                             | 설하윤                                                                  |
| 16회 | 6월 30일 | 서울특별시 송파구 롯데월드타워 앞  | 로드싱어                                                                                             | 설하윤                                                                  |

## 시청률

### 2019년
| 회차 | 방송일   | AGB 시청률     |
| 회차 | 방송일   | 대한민국(전국) |
| ---- | -------- | -------------- |
| 1    | 3월 17일 | 0.7%           |
| 2    | 3월 24일 | 0.6%           |
| 3    | 3월 31일 | 0.8%           |
| 4    | 4월 7일  | 0.5%           |
| 5    | 4월 14일 | 0.7%           |
| 6    | 4월 21일 | 0.5%           |
| 7    | 4월 28일 | 1.1%           |
| 8    | 5월 5일  | 0.8%           |
| 9    | 5월 12일 | 0.9%           |
| 10   | 5월 19일 | 1.0%           |
| 11   | 5월 26일 | 1.0%           |
| 12   | 6월 2일  | 1.3%           |
| 13   | 6월 9일  | 1.0%           |
| 14   | 6월 16일 | 0.8%           |
| 15   | 6월 23일 | 0.8%           |
| 16   | 6월 30일 | 1.5%           |

## 후속 프로그램
- 플레이어 (2019년 7월 14일)